# Lanišće
Lanišće (italsky Lanischie) je malá vesnice a správní středisko stejnojmenné opčiny v Chorvatsku v Istrijské župě. Nachází se v pohoří Ćićarija, asi 20 km východně od Buzetu. V roce 2011 žilo v Lanišći 88 obyvatel, v celé opčině pak 329 obyvatel, Lanišće je tak nejmenší opčinou v Istrijské župě a po opčinách Zadvarje a Civljane třetí nejmenší opčinou v Chorvatsku.
Součástí opčiny je celkem čtrnáct trvale obydlených vesnic. Lanišće je jedinou chorvatskou opčinou, v níž v žádném z jejích sídel nežije více než sto obyvatel.
- Brest – 39 obyvatel
- Brgudac – 14 obyvatel
- Dane – 9 obyvatel
- Jelovice – 17 obyvatel
- Klenovšćak – 6 obyvatel
- Kropinjak – 4 obyvatelé
- Lanišće – 88 obyvatel
- Podgaće – 52 obyvatel
- Prapoće – 28 obyvatel
- Račja Vas – 25 obyvatel
- Rašpor – 3 obyvatelé
- Slum – 24 obyvatel
- Trstenik – 4 obyvatelé
- Vodice – 16 obyvatel

Lanišćem procházejí serpentinové župní silnice Ž5011, Ž5012 a Ž5014. Přímé napojení na železniční síť neexistuje.